# Bácskai János (politikus)
Bácskai János  (Budapest, 1962. február 5. –)  magyar politikus, a Fidesz országgyűlési képviselője (2009–2014), Budapest IX. kerülete önkormányzati képviselője, alpolgármestere majd 2010 és 2019 között polgármestere.

## Politikai karrierje
1998-ban került be a Fidesz jelöltjeként a IX. kerület képviselőtestületébe (kompenzációs listáról jutott mandátumhoz, a választókörzetében alulmaradt Hardi Róberttel szemben). 2002-től a Ferencvárosi Önkormányzat Képviselő-testületének döntése értelmében környezetvédelmi tanácsnokként tevékenykedett. 2006-ban Középső-Ferencváros szívében fekvő 5. számú választókerület polgárinak ügyeit képviselte egyéni képviselőként. Hét évig vezette a Ferencvárosi Polgári Frakciót, 2006-tól a Fidesz Magyar Polgári Szövetség választókerületi elnöke volt Budapest 12. választókerületében. 2009. június 24-én a képviselőtestület alpolgármesterré választotta.
2008 őszén Gegesy Ferenc az SZDSZ-en belüli feszültségekre hivatkozva lemondott parlamenti képviselői mandátumáról, az emiatt kiírt időközi választáson Bácskai a szavazatok 60,30 százalékával 2009. február 16-án jutott be az országgyűlésbe, majd 2010-ben az első fordulóban elért 50,48 százalékos eredménnyel meghosszabbította mandátumát. A 2010 őszi önkormányzati választáson - újra Gegesy Ferenc ellenfeleként - 46,02 százalékkal (Gegesy: 39,38) a IX. kerület polgármestere is lett. 2014-ben Bácskai nem indult az országgyűlési képviselői helyért, de polgármesterként ismét megválasztották (44,45 %-kal, míg ellenfelének, Gegesynek 43,14 % jutott). 2019-ben azonban veszített az önkormányzati választáson, a kerület új polgármestere az ellenzéki Baranyi Krisztina lett.

### Visszaélések gyanúja a kerületi bérlakásokkal kapcsolatban
2016-ban került nyilvánosságra, hogy a Bácskai vezette önkormányzat a piaci ár töredékéért utal ki a kerület tulajdonában álló, frissen felújított lakásokat Fideszes politikusoknak és hozzátartozóiknak. A szabályok szerint Bácskai János polgármester a lakások kiutalásáról eleinte saját hatáskörben döntött. A kedvezményezettek között egyaránt szerepeltek (aktív és korábbi) ferencvárosi, vidéki, valamint a kormányban dolgozó Fideszes politikusok – illetve azok rokonai is. Az ügyben keletkezett feljelentést a rendőrség anélkül utasította el, hogy a gyanús ügyletekről író újságokat megkereste volna. A rendőrség elutasításában arra hivatkozott, hogy az érintett lakásokat a bérlőknek bizonyára fel kellett újítaniuk, ami a bérleti díj összegét csökkenthette. Az újságcikkekből azonban egyértelműen kiderült, hogy ennek ellenkezője igaz: a polgármester és az önkormányzat felújított, köztulajdonban álló lakásokat utalt ki a Fidesz politikusainak és azok rokonainak. A rendőrség döntését az ügyészség felülbírálta és nyomozásra utasította a Budapesti Rendőr-főkapitányság korrupciós és gazdasági bűnözés elleni főosztályát.
A lakásokat nem csak kedvezményesen bérelhették, hanem – Bácskai János engedélyével – bérbe is adhatták a kedvezményezettek. Sőt, a kedvezményezett bérlők pár év bérleti idő után „kedvezményes áron” meg is vehették az önkormányzat lakásait. A kerület által felkért értékbecslő a lakásokat alacsony árra értékelte, és a „piaci alapú bérlők” ennek az összegnek is csak töredékét kellett, hogy kifizessék. Volt olyan „kedvezményezett” bérlő, aki az önkormányzati bérleményét 6,65 millió forintért vásárolt meg az önkormányzattól, majd 30 millió forint fölötti áron értékesítette azt tovább, miközben bejelentett lakcíme nem az adott lakás volt, így rászorultsága vitatható.

## Magánélete
Csepelen járt általános és középiskolába. Kémia és nyelvtanversenyeken indult, hegedülni tanult, kamarazenekarban játszott, cselgáncs és karate után kajakozott. 1986-ban kémia-fizika szakos tanári diplomát szerzett az Eötvös Loránd Tudományegyetemen. A Budapesti Műszaki Egyetemen műszaki doktori fokozatot 1992-ben kapott, 1990 és 1996 között az ELTE Természettudományi Karán tudományos munkatársként, majd tanársegédként, végül adjunktusként dolgozott. 1996-tól fejlesztőként vállalkozásoknál dolgozott, majd a General Electric Hungary Rt. vezető kutatómérnöke lett. 2000-ben a Környezetgazdálkodási Intézet igazgatója és az Állami Privatizációs és Vagyonkezelő Rt. szakértője volt. 2001-től 2003-ig értékesítő és marketingvezető volt magánvállalkozásoknál.
1992-től 2007-ig élt a Ferencvárosban, majd a XIX. kerületbe, Wekerletelepre költözött.
2014 óta a Ferencváros sportegyesületének elnökségi tagja. Felesége Ráduly Jelena kisebbségi képviselő, a Ferencvárosi Ukrán Nemzetiségi Önkormányzat elnökhelyettese.
| Elődje: Gegesy Ferenc | Budapest IX. kerültének polgármestere 2010. október 4. – 2019. október 13. | Utódja: Baranyi Krisztina |